# Ernő Festetics
Hrabia Mária József Ernő Festetics von Tolna (ur. 15 października 1915 w Budapeszcie) – węgierski kierowca wyścigowy.

## Życiorys
Urodził się w rodzinie o bogatych tradycjach. W młodości zainteresował się sportem, w szczególności tenisem, narciarstwem i sportami motorowymi, w których rywalizował w połowie lat 30. wraz z bratem Miklósem. Pieniądze na starty pochodziły między innymi ze sprzedaży posiadłości Festeticsów. Początkowo ścigał się Fordem, ale wiosną 1937 kupił od Louisa Braillarda trzyletniego Maserati 8CM i w 1937 rywalizował w różnych międzynarodowych wyścigach Grand Prix. Latem wystartował w memoriale Gyuli Gömbösa, tj. wyścigu górskim w Dobogókő. W 1938 roku ścigał się BMW 328, BMW 319 oraz Alfą Romeo Tipo B. W tym okresie bracia Festeticsowie zaangażowali dilera samochodowego Sándora Wilheima, aby zarządzał ich zespołem.
W 1944 roku wraz z bratem opuścił Węgry. Po II wojnie światowej Maserati Festeticsa przejął Sándor Wilheim, planujący wystartować w Indianapolis 500 1949.

## Wyniki w Mistrzostwach Europy
| Sezon | Zespół      | Samochód     | Silnik               | Wyniki w poszczególnych eliminacjach | Wyniki w poszczególnych eliminacjach | Wyniki w poszczególnych eliminacjach | Wyniki w poszczególnych eliminacjach | Wyniki w poszczególnych eliminacjach | Pkt. | Msc. |
| ----- | ----------- | ------------ | -------------------- | ------------------------------------ | ------------------------------------ | ------------------------------------ | ------------------------------------ | ------------------------------------ | ---- | ---- |
| 1937  |             |              |                      | Belgia                               | III Rzesza                           | Monako                               | Szwajcaria                           |                                      | 36   | 20   |
| 1937  | E Festetics | Maserati 8CM | Maserati 3000 3.0 R4 | -                                    | 10                                   | -                                    | -                                    | -                                    | 36   | 20   |